# Бетел (Пенсилванија)
Бетел (енгл. Bethel) насељено је место без административног статуса у америчкој савезној држави Пенсилванија.

## Демографија
По попису из 2010. године број становника је 499.
| Група             | 2000.    | 2010.       |
| Белци             | 0 (0,0%) | 454 (91,0%) |
| Афроамериканци    | 0 (0,0%) | 1 (0,2%)    |
| Азијати           | 0 (0,0%) | 9 (1,8%)    |
| Хиспаноамериканци | 0 (0,0%) | 31 (6,2%)   |
| Укупно            | 0        | 499         |